# جیانلوکا اسپوزیتو
جیانلوکا اسپوزیتو (انگلیسی: Gianluca Esposito؛ زادهٔ ۷ مارس ۱۹۹۵) بازیکن فوتبال اهل ایتالیا است.